# Slaktkropp

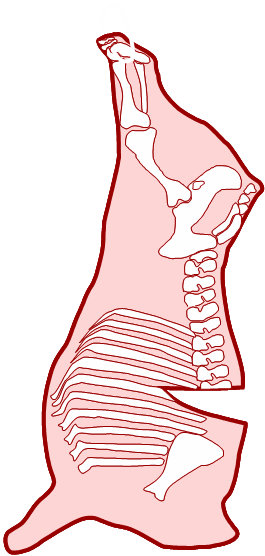
En illustration av en slaktkropp av nöt.

Slaktkropp, den del av en slaktad djurkropp som fått huvud, inälvor och blod avlägsnat.
En slaktkropp styckas i olika delar, vilket ger styckningsdetaljer.